# Sosedov Peter

## Uvod
V knjigi sta glavni osebi sosedov Peter in njegov vrstnik Hanzek. Prvi prebiva v ilovnati koči s slamnato streho, drugi pa v zidani hiši s strešniki opečnate barve. Že tukaj je vidna socialna razlika med starši predstavljenih likov. Petrov oče je viničar, mati delavka, Hanzekov oče je čevljar, mati gospodinja. 
Zgodba je postavljena v Jurij ob Pesnici, kraj na meji s sosednjo Avstrijo. Dogajanje poteka na prostoru med potokom Grušena in reko Pesnica, Kjer fantiča doživita marsikaj zanimivega in si tako lepšata dneve otroštva. 
Knjiga je avtobiografska pripoved Janeza Švajncerja.

## Interpretacija dela
Mladinska povest se začne, ko mlada prijatelja, Peter in Hanzek odideta po mero, da bi izmerila, koliko metrov je bilo med njunima domovoma. Mladi Hanzek je vedel, kako bi to izmeril, vendar ni imel prave mere za to. Tako je pregovoril sosedovega Petra, da sta jo skupaj odšla iskati k tesraju Ferku. Med potjo je Hanzek prigovarjal Petru, da se mora lepo obnašati in tesarja ponižno prositi za mero. Ko prispeta na vrh hriba, sta začela opazovati tesarjevo hišo, ki se je skrivala za velikim ringlojem. Ugotovila sta da je hiša prazna, saj se tesar na njune klice ni oglasil. Hanzek se je hotel považiti pred prijateljem in je stopil na desko z lončki rož. Ko se je hotel potegniti do okna in pogledati v notranjost hiše, je lonček z rožo padel na tla. A za to se nista menila. Ker tesraja nista dočakala, sta se odpravila domov in ostala brez mere.
V naslednji pripovedi izvemo, kako je gospod učitelj Ferk izbral nekaj učencev, da jim pokaže nekja novega. Med izbranimi učenci je bil tudi Hanzek, sosedovega Petra pa med izbranci ni bilo. Ker učitelj Petra ni izbral, je Hanzek le temu rekel, da bo šel tudi on z njim in se skrival, da ga gospod učitel ne bi videl. Gospod učitelj je otroke odpeljal v prostore, kjer so stanovali učitelji. Gospod Ferk je bival v prvem nadstropju. Povabil jih je v svojo sobo. Ko so vstopili vanjo, se jim je odprl povsem nov svet. V sobi so videli toliko vsega, da si niso napasli oči. Najbolj pa jih je prevzela naprava, ki jim jo je pokazal učitelj. Prvič so videli radio in slišali zvoke, ki prihajajo po radijskih valovih.
Naslednja pripoved govori o prvem obhajilu in o novi obleki, ki jo je dobil Hanzek za to priložnost. Njegov oče se je s kolesom odpravil v msto, da bi Hanzek dobil novo obleko za sveto obhajilo. Oče je do mesta potreboval celo uro. Ko je prišel domov, je Hanzek pomeril obleko. Bila mu je prav. Naslednji dan je imel rvo obhajilo. Na ta dan je bilo nebo čisto in brez oblaka. Do cerkve so odšli v procesiji. Spredaj so šli očetje in za njimi matere, ki so za roke peljale prvoobhajance. Deklice so na glavah nosile venčke z marjeticami in nageljčki ovitimi z rožmarinom in asparagusom, pobčki s šopki travniških cvetic in gartrož, ki so pripete s kepčastimi iglicami na suknjičih. V rokah so vsi držali voščene sveče. Ta dan so si vsi zapomnili v lepem spominu. Tudi pridigo so ljudje še dolgo pomnili. Na koncu pa so se vsi skupaj še slikali.